# Daniel Wiederkehr
Daniel Wiederkehr, född 15 maj 1989, är en schweizisk roddare.
Wiederkehr tävlade för Schweiz vid olympiska sommarspelen 2016 i Rio de Janeiro, där han tillsammans med Michael Schmid slutade på 13:e plats i lättvikts-dubbelsculler.